# Mark Crossley
Mark Geoffrey Crossley (Barnsley, 16 juni 1969) is een voormalig betaald voetbaldoelman uit Wales. Crossley stond van 1989 tot 2000 tussen de palen bij Nottingham Forest. In 2013 beëindigde de 43-jarige doelman zijn loopbaan bij Chesterfield. Hij speelde 8 interlands voor Wales. 

## Biografie
Crossley verloor als speler van Nottingham Forest de FA Cup-finale van 1991. Een eigen doelpunt van Nottingham Forest-verdediger Des Walker in de eerste verlenging zorgde ervoor dat Tottenham Hotspur de beker won. Crossley verdedigde die middag het Forest-doel. Hij was 11 seizoenen lang doelman van Nottingham Forest, de meeste daarvan als eerste doelman. In 1990 werd Crossley uitgeleend aan Manchester United als reservedoelman achter de Schot Jim Leighton en de Engelsman Les Sealey. In 2000 verliet hij Nottingham Forest. Crossley speelde 303 competitiewedstrijden, maar verhuisde transfervrij naar Middlesbrough. In 2002 werd hij door Boro uitgeleend aan Stoke City (2001/2002 en 2002/2003). Later speelde hij voor Fulham als doublure voor Edwin van der Sar. In de latere stadia van zijn carrière was hij actief in de lagere reeksen van de English Football League. Zijn laatste clubs waren Oldham Athletic en Chesterfield. Crossley zette in 2013 een punt achter zijn loopbaan.

## Trivia
- Crossley is de enige keeper die een strafschop van Southampton-legende Matthew Le Tissier heeft gepareerd. Dat gebeurde in 1993. Le Tissier trapte 49 elfmeters.[5]